# Mariana Rojas
Mariana Raimary Rojas Díaz (ur. 28 kwietnia 2003) – wenezuelska zapaśniczka walcząca w stylu wolnym. 
Brązowa medalistka igrzysk panamerykańskich w 2023. Wicemistrzyni igrzysk Ameryki Południowej w 2022. Srebrna medalistka igrzysk boliwaryjskich w 2022. Trzecia na igrzyskach Ameryki Środkowej i Karaibów w 2023, a także igrzyskach panamerykańskich młodzieży w 2021. Wicemistrzyni panamerykańska w 2024 i 2025. 
Mistrzyni panamerykańska U-23 w 2024 i trzecia w 2025. Wygrała igrzyska Ameryki Południowej młodzieży w 2017 roku.